# Bhuthakatnahalli, Sira
Bhuthakatnahalli là một làng thuộc tehsil Sira, huyện Tumkur, bang Karnataka, Ấn Độ.